# Quercus glaucoides
Quercus glaucoides es una especie arbórea de la familia de las fagáceas.  Está clasificada en la Sección Quercus, que son los robles blancos de Europa, Asia y América del Norte. Tienen los estilos cortos; las bellotas maduran en 6 meses y tienen un sabor dulce y ligeramente amargo, el interior de la bellota tiene pelo. Las hojas carecen de una mayoría de cerdas en sus lóbulos, que suelen ser redondeados.

## Distribución
Es un endemismo del centro y sur de México.
Es ante todo un árbol del dosel de árboles en su hábitat nativo y puede crecer hasta los 23 m de altura.
Su nombre científico es a menudo mal aplicado al NE de México y el centro de Texas con el natal Lacey Roble ( Quercus laceyi ), que ha causado una gran confusión acerca de la verdadera identidad de esta especie y el nombre científico correcto para el Lacey Roble. Aunque de alguna manera están relacionados, ambos no comparten la misma área de distribución natural, con Q. glaucoides siendo endémica de México, mientras que P. laceyi es nativa tanto del NE de México y el centro de Texas, y Q. glaucoides es perennifolio, mientras que P. laceyi es de hoja caduca.

## Taxonomía
Quercus glaucoides fue descrita por M.Martens & Galeotti y publicado en Bulletin de l'Academie Royale des Sciences et Belles-lettres de Bruxelles 10(1): 209. 1843.
Etimología
Quercus: nombre genérico del latín que designaba igualmente al roble y a la encina.
glaucoides: epíteto latíno que significa "como de color azul-verdoso".
Sinonimia
- Quercus baldoquinae Trel.
- Quercus cancellata Trel.
- Quercus conjugens Trel.
- Quercus cordata M.Martens & Galeotti
- Quercus glaucophylla Seemen ex Loes.
- Quercus harmsiana Trel.
- Quercus mixtecana Trel.[2][3]